# Alexis Binner
Alexis Emanuel Binner, född 3 december 1998 i Stocksund, är en svensk professionell ishockeyspelare som spelar för Herning Blue Fox i danska högsta ligan, även känd som Metalligan.  

## Karriär
Inför säsongen 2019/20 värvades Binner av Västerviks IK efter att han spenderat fem år i USA. I Västervik noterade han för 27 framträdanden och 12 poäng innan han den 12 december 2019 bytes bort i en bytesaffär mellan Västervik och AIK. Bytesaffären mellan klubbarna innebar att Binner gick till AIK och Oskar Drugge (dåvarande i AIK) gick till Västervik.